# Flüei Szent Miklós
Flüei Szent Miklós vagy népnyelven Klaus barát (német: Niklaus von Flüe); (1417 – 1487), svájci remete és aszkéta; Svájc védőszentje.

## Élete

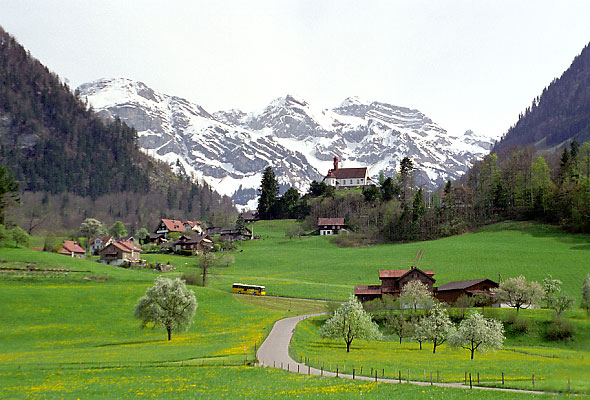
Szülőföldje, Flüeli-Ranft

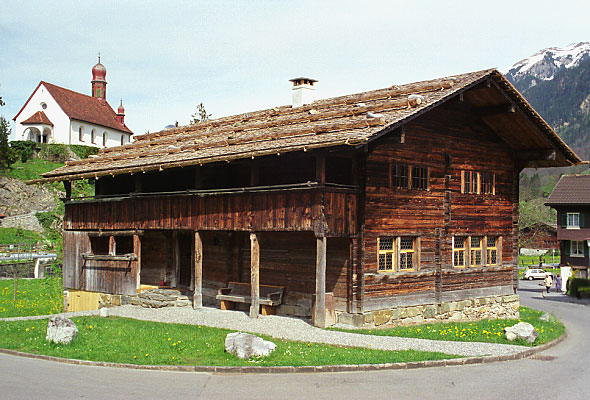
Szülőháza

1417-ben született jómódú parasztcsaládban a svájci Unterwalden kantonban. Eleinte a katonai pályán szolgált, majd utána, 1459-ben kantonjának tanácsosa és bírája lett, és közel kilenc évig bíróként szolgált. Misztikus látomása után 1467-ben elhagyta feleségét és tíz gyermekét és remete életet kezdett el élni.
Húsz évet élt elvonulásban, imádságban, meditációban és bűnbánatban. Sokan keresték fel kérdéseikkel, problémáikkal.
Hetente több napot böjtölt, és a legenda szerint 19 éven át tartózkodott minden tápláléktól, csak az oltáriszentséget és ivóvizet vett magához.
1487-ben halt meg.

### Halála után
Halála után sírja Sachseln plébániatemplomában hamarosan Svájc egyik legfontosabb zarándokhelyévé vált.
1669-ben boldoggá  avatták. Több templomot neveztek el róla, így Magyarországon is.
1947-ben XII. Piusz kanonizálta.
Ünnepnapja a római katolikus egyházban március 21-én van, kivéve Svájcot és Németországot, ahol szeptember 25-én.

## 20. század
1940. május 13-án Svájc német támadástól tartott. Waldenburg  faluja fölött egy nagy, fényesen izzó kéz jelent meg az égen. Az emberek Klaus-barát védő kezére gondoltak, és "Waldenburg csodájáról" beszéltek. Svájcot pedig megkímélte a világháború.

## Művészet
Flüei Szent Miklós élete számos művészt illetett meg:

### Fikció
- Maria Dutli-Rutishauser: Der Hüter des Vaterlandes. Ein Bruder Klaus-Roman. Einsiedeln 1935.[3]
- Hans Rudolf Hilty: Bruder Klaus oder Zwei Männer im Wald. Eugen Rentsch Verlag, Zürich 1981, ISBN 3-7249-0531-9.
- Martin Winklbauer: Der Bauer in der Kutte. Das Leben des Hl. Nikolaus von Flüe. Morsak-Verlag, Grafenau 1988, ISBN 3-87553-310-0.
- Manfred Züfle: Ranft, Erzählung und Erzählung der Erzählungen. NZN-Buchverlag, Zürich 1998, ISBN 3-85827-123-3.

### Zene
- Benno Ammann: Missa Defensor Pacis / in honorem Sancti Nicolai Helvetii Eremitae / ad 6–12 voces inaequales., Zürich 2015.
- Johann Baptist Hilber: Messe zu Ehren des Hl. Niklaus von Flüe, 1947.
- Arthur Honegger: Nicolas de Flue, szenisches Oratorium, 1940.
- Albert Jenny: Das Wunder, (A csoda, spirituális játék Flüei Miklós kanonizálásának alkalmából), 1947.
- Georg Wilhelm Rauchenecker: Niklaus von der Flüe, Schweizerische Friedenskantate, für Soli, Männerchor und Orchester, 1874,
- Carl Rütti: Visionen des Niklaus von Flüe, Sinfonie für Solo-Sopran, konzertante Orgel, Streichorchester und Perkussion; Uraufführung 2014.[4]
- Josef Gallus Scheel: Bruderklausen-Gebet, für Solo, Chor und Orgel, o. J., und Missa Gratia: Bruder Klaus Messe, Op. 80.[5]

## Fordítás
- Ez a szócikk részben vagy egészben  a   Niklaus von Flüe című német Wikipédia-szócikk fordításán alapul.  Az eredeti cikk szerkesztőit annak laptörténete sorolja fel. Ez a jelzés csupán a megfogalmazás eredetét és a szerzői jogokat jelzi, nem szolgál a cikkben szereplő információk forrásmegjelöléseként.